# ویلارد (اوهایو)
ویلارد(به انگلیسی: Willard) شهری در ایالت اوهایو کشور ایالات متحده آمریکا است که جمعیت آن در سرشماری سال ۲۰۱۰ میلادی، ۶٬۲۳۶ نفر بوده‌است.